# From Memphis to Vegas/From Vegas to Memphis
From Memphis to Vegas/From Vegas to Memphis – 36 album studyjny Elvisa Presleya.

## Lista utworów
Strony pierwsza i druga oznaczone są jako Elvis In Person at the International Hotel strony trzecia i czwarta jako Back In Memphis.

### Strona pierwsza
| Utwór | Nagrany    | Tytuł piosenki            | Twórcy                         | Czas trwania |
| ----- | ---------- | ------------------------- | ------------------------------ | ------------ |
| 1.    | 25.08.1969 | Blue Suede Shoes          | Carl Perkins                   | 2:06         |
| 2.    | 24.08.1969 | Johnny B. Goode           | Chuck Berry                    | 2:12         |
| 3.    | 25.08.1969 | All Shook Up              | Otis Blackwell i Elvis Presley | 2:15         |
| 4.    | 24.08.1969 | Are You Lonesome Tonight? | Lou Handman i Roy Turk         | 3:16         |
| 5.    | 25.08.1969 | Hound Dog                 | Jerry Leiber i Mike Stoller    | 1:53         |
| 6.    | 25.08.1969 | I Can’t Stop Loving You   | Don Gibson                     | 3:19         |
| 7.    | 25.08.1969 | My Babe                   | Willie Dixon                   | 2:12         |

### Strona druga
| Utwór | Nagrany    | Tytuł piosenki             | Twórcy                                                      | Czas trwania |
| ----- | ---------- | -------------------------- | ----------------------------------------------------------- | ------------ |
| 1.    | 25.08.1969 | Mystery Train / Tiger Man  | Junior Parker i Sam Phillips / Joe Hill Louis i Lewis Burns | 3:46         |
| 2.    | 25.08.1969 | Words                      | Robin Gibb, Barry Gibb, Maurice Gibb                        | 2:46         |
| 3.    | 24.08.1969 | In the Ghetto              | Mac Davis                                                   | 2:56         |
| 4.    | 26.08.1969 | Suspicious Minds           | Mark James                                                  | 7:46         |
| 5.    | 26.08.1969 | Can’t Help Falling in Love | George Weiss, Hugo Peretti, Luigi Creatore                  | 2:12         |

### Strona trzecia
| Utwór | Nagrany    | Tytuł piosenki                  | Twórcy                                    | Czas trwania |
| ----- | ---------- | ------------------------------- | ----------------------------------------- | ------------ |
| 1.    | 15.01.1969 | Inherit the Wind                | Eddie Rabbitt                             | 2:56         |
| 2.    | 13.01.1969 | This Is the Story               | Calvin Arnold, David Martin, Geoff Morrow | 2:28         |
| 3.    | 17.02.1969 | Stranger In My Own Home Town    | Percy Mayfield                            | 4:23         |
| 4.    | 14.01.1969 | A Little Bit of Green           | Calvin Arnold, David Martin, Geoff Morrow | 3:21         |
| 5.    | 17.02.1969 | And the Grass Won't Pay No Mind | Neil Diamond                              | 3:08         |

### Strona czwarta
| Utwór | Nagrany    | Nr katalogowy | Data wydania | Tytuł piosenki          | Twórcy                    | Czas trwania |
| ----- | ---------- | ------------- | ------------ | ----------------------- | ------------------------- | ------------ |
| 1.    | 18.02.1969 |               |              | Do You Know Who I Am    | Bobby Russell             | 2:47         |
| 2.    | 21.01.1969 |               |              | From A Jack To A King   | Ned Miller                | 2:23         |
| 3.    | 21.02.1969 | 47-9747b      | 17.06.1969   | The Fair's Is Moving On | Guy Fletcher i Doug Flett | 3:07         |
| 4.    | 14.01.1969 | 47-9764b      | 26.08.1969   | You'll Think of Me      | Mort Shuman               | 3:58         |
| 5.    | 22.01.1969 |               |              | Without Love            | Danny Small               | 2:51         |